# Paulina D. Jenkins
Pour les articles homonymes, voir Jenkins.
Paulina (Paula) Deirdre Jenkins, née en 1945, est une zoologiste britannique et la première conservatrice du musée d'histoire naturelle de Londres. Elle a découvert et décrit plusieurs espèces animales.

## Biographie
Paulina D. Jenkins a étudié à l'université de Londres. Active depuis les années 1970, cette zoologiste britannique est spécialisée dans les mammifères, en particulier sur les petits mammifères tels que les musaraignes et les chauves-souris. Elle travaille au musée d'histoire naturelle depuis 1973. Elle a rédigé plusieurs mémoires sur les espèces des ordres Afrosoricida et Soricomorpha, mammifères insectivores et rongeurs. Elle est aussi une spécialiste de biogéographie de la faune de petits mammifères du sud-est asiatique et de Madagascar.
En 1990, elle est devenue conservatrice du musée d'histoire naturelle de Londres et responsable des collections de mammifères du musée. Ce rôle important ne l'empêche pas de partir en expédition pour explorer la biodiversité de Madagascar. Jenkins a décrit pour la première fois la musaraigne insectivore de l'espèce (Microgale dryas) du nord-est de Madagascar dès 1992. Au cours de ses expéditions, elle a notamment exploré en 1993 les montagnes de l'Andringitra dans le centre-sud, en 1994 le massif d'Anjanaharibe au nord-est, en 1995 la réserve d'Andohahela dans les montagnes d'Anosyenne au sud-est et en 1996 le Massif Marojejy dans la partie nord-est de Madagascar. Ces expéditions ont permis la description de nouvelles espèces telles que le petit tenrec à nez nu (Microgale gymnorhyncha) et le petit tenrec de montagne (Microgale monticola). Elle a rédigé (généralement avec d'autres auteurs) la première description scientifique du rat de montagne laotien (Laonastes aenigmamus) et de la souris à bec Crocidura yankariensis . Elle est la conservatrice principale de la collection de mammifères depuis 2011. Elle est aussi membre du comité éditorial de la revue Madagascar Conservation and Development depuis 2011 aussi. En 2018, Jenkins était l'auteur du chapitre sur les tenrecs et co-auteur du chapitre sur les musaraignes du volume huit du Handbook of the Mammals of the World.
Scientifique reconnue, son prénom a été donné à une espèce de rat de roche trouvée au Laos, Saxatilomys paulinae, devenant même un nom commun "le rat de roche de Paulina". Le nom de famille de cette zoologiste est également l'éponyme d'autres espèces d'animaux, la musaraigne-tenrec Microgale jenkinsae, et dérivé au masculin pour la musaraigne Crocidura jenkinsi,.